# Красный Калтан
Красный Калтан — посёлок в Новокузнецком районе Кемеровской области. Входит в состав Центрального сельского поселения.

## География
Посёлок находится на берегу реки Красный Калтан. Центральная часть населённого пункта расположена на высоте 376 м над уровнем моря.

## Население
| 2010 |
| ---- |
| 3    |

### Половой состав
По данным Всероссийской переписи населения 2010 года, в посёлке Красный Калтан проживало 3 человека (1 мужчина, 2 женщины).